# الكسندر بيندر (مصور)
الكسندر بيندر (بالألمانية: Alexander Binder)‏ (و. 1888 – 1929 م) هو مصور ألماني، ولد في الإسكندرية، توفي في برلين، عن عمر يناهز 41 عاماً.